# Adela Bălțoi
Adela Paulina Bălțoi (* 19. September 1992 in Berlești im Kreis Gorj) ist eine rumänische Leichtathletin, die sich auf den Langstreckenlauf spezialisiert hat.

## Sportliche Laufbahn
Erste sportliche Erfolge feierte Adela Bălțoi im Jahr 2014, als sie beim Bukarest-Halbmarathon in 1:19:13 h den dritten Platz belegte und im Herbst wurde sie auch beim Marathon ebendort in 2:55:11 h Dritte. Im Jahr darauf lief sie bei den Rumänischen Halbmarathonmeisterschaften nach 1:20:40 h auf Rang drei ein und auch bei den Balkan-Halbmarathonmeisterschaften wurde sie in 1:20:40 h Dritte. 2016 siegte sie in 1:18:15 h beim Bukarest-Halbmarathon und 2017 siegte sie in 9:29,16 min im 3000-Meter-Lauf bei den Balkan-Meisterschaften in Novi Pazar und in 10:29,27 min siegte sie auch über 3000 m Hindernis. Zudem gelangte sie bei zwei Halbmarathonläufen innerhalb Rumäniens auf das Podest. Im Jahr darauf belegte sie bei den Balkan-Hallenmeisterschaften in Istanbul in 4:30,75 min den vierten Platz im 1500-Meter-Lauf und beim Bukarest-Marathon wurde sie in 2:50:06 h Zweite. Bei den Crosslauf-Europameisterschaften 2019 in Lissabon lief sie nach 32:07 h auf Rang 50 ein und bei den Halbmarathon-Weltmeisterschaften 2020 in Gdynia klassierte sie sich mit 1:19:02 h auf Rang 95. 2021 siegte sie in 9:57,30 min über 3000 m bei den Balkan-Meisterschaften in Smederevo und musste im Rennen über 5000 m aufgeben.
2017 wurde Bălțoi rumänische Meisterin im Hindernislauf und 2016 wurde sie Hallenmeisterin im 1500-Meter-Lauf.

## Persönliche Bestleistungen
- 1500 Meter: 4:30,81 min, 16. Juli 2021 in Cluj-Napoca
  - 1500 Meter (Halle): 4:24,40 min, 28. Januar 2017 in Bukarest
- 3000 Meter: 9:29,16 min, 16. Juli 2017 in Novi Pazar
  - 3000 Meter (Halle): 9:30,24 min, 31. Januar 2016 in Bukarest
- 5000 Meter: 16:53,85 min, 17. Juli 2016 in Cluj-Napoca
- Halbmarathon: 1:17:17 h, 4. April 2015 in Craiova
- Marathon: 2:50:06 h, 14. Oktober 2018 in Bukarest
- 3000 m Hindernis: 10:18,60 min, 3. Juni 2017 in Cluj-Napoca